# 인셉션
《인셉션》(Inception)은 2010년 영국, 미국 합작의 SF 액션 스릴러 영화이다. 크리스토퍼 놀런이 감독, 각본, 제작을 맡았다. 주연은 영화 배우 레오나르도 디카프리오가 맡았으며, 조연으로 와타나베 켄, 조지프 고든 레빗, 마리옹 코티야르, 엘런 페이지, 킬리언 머피, 톰 하디, 마이클 케인, 톰 베린저 등이 출연하였다.
2001년 감독 놀런은 자각몽(루시드 드림)에 영감을 받아 '꿈 도둑' 소재의 호러 영화로 구상 중이던 이야기의 제안서를 워너 브라더스에 냈다. 이후 큰 규모의 영화 제작을 경험해 볼 필요가 있다고 느낀 놀런은 일단 인셉션 계획안에서 물러나 대신 《배트맨 비긴즈(2005)》, 《프레스티지(2006)》, 그리고 《다크나이트(2008)》를 만들었고 《인셉션》의 각본은 2009년 2월 매입되었다. 2009년 6월 19일 도쿄에서 시작해 2009년 11월 22일 캐나다에서 끝날 때까지 6개국 4개대륙에서 촬영되었다. 제작에는 워너 브라더스와 레전더리 픽처스에서 공식적으로 1억 6천만 달러의 비용이 지출되었다.
2010년 7월 8일 런던에서 최초 개봉했으며, 이외의 지역에서 2010년 7월 16일 아이맥스 영화관과 일반 영화관에서 동시 개봉했다. 흥행에 성공하여 전 세계적으로 총수익이 8억 달러를 넘어 최근 가장 높은 수익을 올린 영화 중 하나가 되었다. DVD 판매는 6억 8천만 달러에 이르렀다. 작품 면에서도 폭넓은 호평을 받아 수많은 비평가들로부터 독창성, 캐스팅, 음향, 시각효과로 찬사를 받았다. 아카데미상 촬영, 각본(창작), 음향편집, 시각효과상 후보에 올라 모두 수상했다.

## 줄거리

2차원에서만 가능한 펜로즈의 계단.

도미닉 "돔" 코브(레오나르도 디카프리오 분)와 아서(조지프 고든 레빗 분)는 기업 첩보 활동을 위해 일본인 기업가 사이토(와타나베 켄 분)를 대상으로 꿈 속에서의 정신적 추출(extraction)을 시도한다. 꿈 속에서도 고통은 느낄 수 있지만, 죽게 된다면 꿈에서 깨게 된다. 코브는 꿈과 현실을 구분하기 위해 "토템"을 가지고 다니는데, 이 팽이 모양의 토템은 꿈 속에서는 끝없이 회전하지만, 현실에서는 곧 멈추게 된다. 코브와 아서가 시도한 추출은 실패하는데, 이는 코브의 아내였던 맬(마리옹 코티야르 분)이 그의 꿈에 출몰하여 방해했기 때문이다.
사이토는 이 추출 과정이 타인의 꿈에 침투하여 생각을 심는 "인셉션"에 도전할 팀을 가려내기 위한 선발 과정이었다고 밝혔다. 사이토는 인셉션을 성공시킨다면 코브의 살인 혐의를 없애, 코브가 가족이 있는 미국으로 돌아갈 수 있게 하겠다고 약속했다. 인셉션의 대상은 사이토의 경쟁 기업의 총수인 모리스 피셔의 아들인 로버트 피셔(킬리언 머피 분)였다. 그리고 그 목적은 로버트 피셔로 하여금 아버지의 기업을 쪼개게 하는 것이었다. 코브는 인셉션을 위해 "포저Forger" 임스(톰 하디 분)와 "약제사Chemist" 유서프(딜리프 라오 분), "설계자Architect" 아리아드네(엘런 페이지 분)를 끌어모은다. 훈련 과정에서 아리아드네는 미완성된 꿈의 공간인 "림보"에 코브와 맬이 있었다는 것을 알게 된다. 맬은 림보를 현실로 인식하게 되었고, 코브가 그녀를 현실로 돌아오게 하자 정신적 혼란 상태에 빠졌다. 결국 맬은 자살하게 되었고, 코브는 그녀를 살해했다는 혐의를 받아 미국에서 떠나게 된 것이었다.
인셉션을 통해 피셔에게 확실한 생각을 심어주기 위해, 코브의 팀은 3단 구조의 꿈속의 꿈을 설계한다. 하지만 꿈의 안정성을 유지하기 위해 사용하는 강력한 진정제는, 이들이 꿈 속에서 사망했을 때 림보에 빠지게 만들 위험성이 있었다. 이를 해결하기 위해 이들은 높은 곳에서 떨어지는 느낌을 주는 "킥"을 동기화하여 현실로 돌아온다는 계획을 세웠다. 이들은 각 단계의 꿈을 꾸는 사람이 그 단계에 남아 자의식으로부터 팀원들을 보호하고, 음악을 통해 킥의 시점을 조절하기로 했다.
모리스 피셔가 사망하자 팀원들은 로버트 피셔와 함께 사이토가 인수했던 항공사의 비행기에 탑승하여 그에게 진정제를 먹인다. 그들은 첫 번째 단계인 유서프의 꿈에서 피셔를 납치하지만, 피셔의 무장된 자의식에 의해 공격받게 된다. 이 과정에서 사이토가 심한 부상을 당하지만, 이들은 인셉션을 강행하기로 한다. 임스는 피셔의 대부인 피터 브라우닝(톰 베렌저 분)으로 위장하여, 피셔의 아버지의 두 번째 유언장이 금고에 있고, 그 안에는 그와 아버지의 관계를 개선할 만한 내용이 있다는 생각을 피셔에게 주입한다. 이후 팀원들은 밴에 탑승하여, 두 번째 단계인 아서의 꿈으로 들어간다. 이곳에서 팀원들은 피셔에게 첫 번째 단계에서의 납치는 브라우닝이 지휘한 것이며, 그의 생각을 결정하기 위해서는 브라우닝의 꿈 속으로 들어가야만 한다고 주장한다. 곧이어 그들은 세 번째 단계인 임스의 꿈으로 들어간다. 이 단계는 피셔가 설산 요새를 뚫고 들어가 주입될 생각을 찾게 하기 위한 것이었다.
하지만 코브가 막지 못하고 있던 사이에 피셔는 맬에게 살해당하고, 림보에 빠지게 된다. 사이토는 첫 단계에서 입었던 상처가 악화되어 사망함으로써 림보에 빠지게 된다. 첫 단계의 유서프는 밴을 다리 난간과 충돌시켜 첫 번째 킥을 시도했지만 실패하고, 밴은 강물로 떨어지기 시작한다. 이 때 두 번째 단계의 아서는 무중력 상태에 빠졌고, 다음 킥을 위해 엘리베이터의 추락을 통한 킥을 고안한다. 세 번째 단계의 아리아드네와 코브는 피셔를 따라 림보로 들어가 맬과 맞서게 된다. 코브는 림보에서 함께 지내자는 맬의 제안을 거부하며 그가 인셉션이 가능하다는 것을 알았던 이유를 밝힌다. 그는 맬을 림보에서 끌어내기 위해 맬에게 이 곳(림보)은 꿈이라는 생각을 주입했다. 하지만 그 생각은 맬의 머릿속에서 자라나 그녀가 빠져나온 현실 역시도 꿈이라고 생각하게 만들었고, 결국 그녀가 자살하는 원인이 되었다. 코브는 림보에 있는 맬이 실존했던 맬의 불완전한 투영물일 뿐이라고 말한다. 맬은 격분하여 코브를 칼로 찌르지만, 아리아드네의 총에 맞게 된다. 결국 코브는 사이토를 찾기 위해 림보에 남게 되고, 아리아드네와 피셔는 건물에서 떨어져 림보를 벗어난다.
세 번째 단계의 꿈으로 돌아온 피셔는 자신의 자의식의 방으로 들어가고, '나의 아버지는 내가 아버지의 길을 따르는 것보다 내가 스스로 선택하기를 바라신다'라는 생각을 성공적으로 주입받게 된다. 피셔와 남아있던 팀원들은 동기화된 킥을 통해 첫 번째 단계인 유서프의 꿈으로 돌아오는 데 성공한다. 한편 림보에 남았던 코브는 오랜 시간이 지난 뒤 사이토를 찾아 그들이 현실로 돌아가야 한다는 것을 말한다. 사이토는 코브를 회상하며 그가 아직 꿈 속에 있다는 사실을 깨닫고, 총을 쏴서 림보에서 빠져나온다.
집에 돌아온 코브는 꿈의 여부를 확인하기 위해 토템을 돌리지만 자신들의 아이들을 보고 토템을 놓은 채 아이들을 향해 간다. 하지만 마지막 장면에서 토템이 흔들리며 오픈 엔딩으로 끝난다.

## 출연진

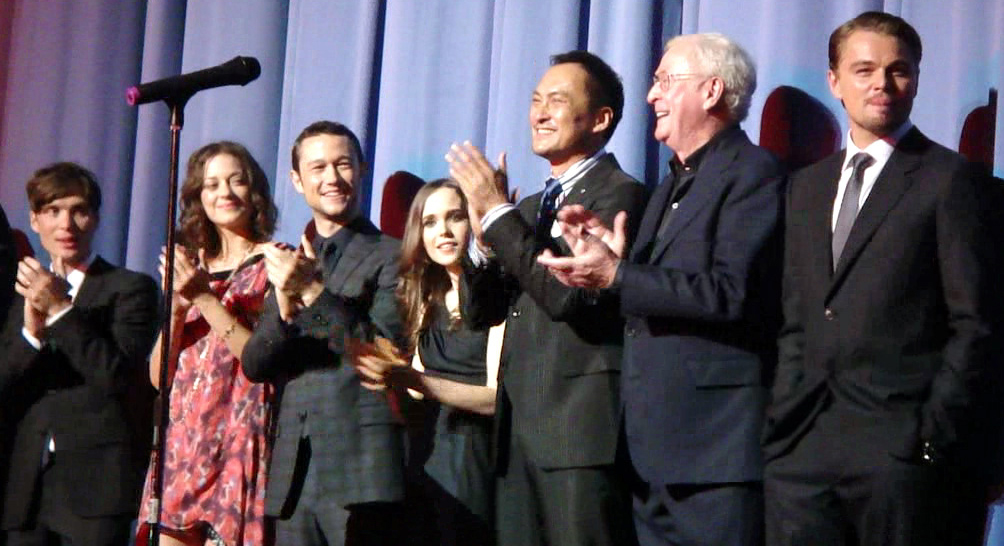
2010년 7월 개봉일의 배우들. 왼쪽부터 킬리언 머피, 마리옹 코티야르, 조지프 고든 레빗, 엘런 페이지, 와타나베 켄, 마이클 케인, 레오나르도 디카프리오

- 레오나르도 디카프리오(도미닉 "돔" 코브 역): 추출자. 다른 사람의 꿈에 침투하여 기밀을 빼내는 전문가이다. 코브는 아서, 아리아드네, 임스, 사이토, 유서프로 구성된 팀을 이끌며, 꿈을 통해 로버트 피셔의 의식과 행동에 영향을 주고자 한다. 디카프리오는 이 영화에 처음으로 캐스팅된 배우이다.[4] 놀런 감독은 디카프리오와 함께 영화를 촬영하고자 수년간 노력했지만 성공하지 못했었고, 인셉션이 그가 출연한 놀런 감독의 첫 영화가 되었다.
- 조셉 고든 레빗(아서 역): 포인트맨. 작전 대상자에 대한 사전 조사를 담당하며, 작전 진행 과정을 이끈다.
- 엘런 페이지(아리아드네 역): 설계자. 마일즈 교수의 제자로, 미로를 비롯한 꿈의 세계를 설계하기 위해 고용되었다. 아리아드네라는 이름은 테세우스에게 칼과 실뭉치를 주어 미궁을 탈출하게 한 그리스 신화의 인물에서 비롯된 것이다.[5]
- 톰 하디(임스 역): 포저(위조사). 로버트 피셔를 조종하기 위해 꿈 속에서 여러 인물로 변신하여 활동한다.
- 와타나베 켄(사이토 역): 투어리스트(관광객)이자 의뢰인. 코브의 팀을 고용한 기업가이며, 작전의 확인을 위해 그들과 함께 꿈 속에 들어간다.
- 딜리프 라오(유서프 역): 약제사. 꿈을 안정적으로 유지하기 위한 진정제를 만든다.
- 킬리언 머피(로버트 피셔 역): 표적. 거대 에너지 그룹의 후계자로, 코브의 인셉션 팀의 표적이 된다.[6]
- 톰 베렌저(피터 브라우닝 역): 피셔의 기업의 중역이자, 로버트 피셔의 대부이다.[7]
- 마리옹 코티야르(맬러리 "맬" 코브 역): 셰이드(피사체). 사망한 아내에 대한 코브의 투영물로, 그의 꿈 속에 나타나 그를 방해한다. 이 영화에서의 적대적 존재로, 그녀는 실제 맬의 자살을 코브 때문이라 주장한다. 코브는 꿈 속에서 이 투영물을 제대로 통제할 수 없어, 그의 역할을 설계자에서 추출자로 바꾸게 된다.
- 마이클 케인(스티븐 마일스 교수 역): 코브의 스승이자 장인.[8] 그의 제자인 아리아드네를 추천하여 코브의 팀에 합류하게 한다.[9]

## 제작

### 발단
놀런은 '꿈 도둑'에 대해 80페이지의 콘셉트 위에서 《인셉션》을 호러 영화로 구상했는데, 결국에는 처음 의도와 달리 범죄 스릴러 영화로 쓰게 되었으며 대본을 고치는 데 9~10년이 걸렸다고 했다. 처음 영화 제작에 대해 생각하기 시작했을 때 그는 《매트릭스(1999)》, 《다크 시티(1998)》, 《13층(1999)》, 그리고 《메멘토(2000)》 같은 영화들도 어느 정도는 그 시대 관객이 진짜 현실로 생각할지도 모르는 원칙 위에 세워져 있었다며 그 작품들에 영향을 받았다고 말했다.
영화는 에마 토머스와 크리스토퍼 놀런 부부 팀의 회사인 싱커피 필름(Syncopy Films) 공동제작했고, 놀런이 감독과 각본을 겸했다.
놀런이 처음 간 곳은 워너브라더스였다. 2001년, 하지만 큰 규모의 영화 제작을 경험해 볼 필요가 있다고 느끼면서, 배트맨 비긴즈와 다크나이트에 착수했다. 그는 금세 인셉션 같은 필름은 더 많은 예산이 필요하다는 걸 깨달았는데 "꿈과 관련된 얘기를 하자마자, 사람 마음의 잠재력은 무한하다는 걸 알았다. 그래서 영화의 규모도 무한하게 느껴져야 했다. 영화의 끝에서 당신은 어느 곳이든 갈 수 있다고 느껴야 했다. 그래서 엄청난 규모를 작업하게 되었다." 다크나이트 촬영 이후, 놀런은 인셉션을 만들기로 결정하고 대본을 갈고 닦는데 6개월을 보냈다. 놀런은 대본을 끝맺을 해결책은 여러 사람들이 같은 꿈을 공유하면 무슨 일이 벌어질 것인지를 생각하는 것이라고 말했다. "사생활이 한 번 없어지면, 당신은 타당성과, 힘과, 드라마틱한 결과성을 가지고 사람들이 의미있게 상호작용할 수 있는 대체세계를 무한적으로 창조할 것이다."
레오나르도 디카프리오는 이 영화에 가장 먼저 캐스팅된 배우다. 놀런은 몇 년동안 그와 일하려고 노력했으며 몇 번 그와 만났지만, 인셉션 전까진 그의 영화에 나오도록 설득할 수 없었다. 인셉션에서 디카프리오는 마침내 출연하기로 했다. "설정이 매우 흥미로웠다- 이 꿈 도둑 생각이랑 그리고 캐릭터들이 어떻게 그의 꿈세계를 드러내고 궁극적으로 그의 진짜 삶에 영향을 미칠지." 그는 대본을 읽고 나서 "굉장히 종합적으로 잘 썼는데, 크리스가 지난 8년 동안 그의 머릿속에서 소용돌이친 생각들을 분명히 표현하려고 노력했다는 걸 알아야 한다." 고 밝혔다. 디카프리오와 놀런은 대본에 대해 몇 달 동안 이야기를 나눴다. 놀런은 "영화에서 추진력인 그의 캐릭터의 감정선을 확실히 드러내자"는 주문을 받아 대본을 다시 쓰는데 많은 시간을 들였다. 2009년 2월 11일, 대본은 워너 브라더스에 발표되었다. 인셉션으로 매입되어, 놀런에 의해 쓰인 자세한 대본으로.

### 장소와 세트
기본화면은 2009년 6월 19일 도쿄에서 시작, 사이토가 처음 코브를 고용해 헬리콥터에 태우고 도시를 나는 장면이다.
촬영진은 영국으로 옮겨 카딩턴, 베드퍼드셔, 런던의 북쪽의 개장한 항공기 격납고에서 촬영했다. 거기서 30도 기울어지도록 지어진 호텔 바 장면을 찍었다. 프로덕션 디자이너인 가이 헨드릭 다이어스(Guy Hendrix Dyas), 특별 효과 담당 크리스 코볼드, 포토그래피 감독 월리 피스터에 의해 호텔복도 또한 만들었는데, 꿈 2단계 중에서 360도 회전해서 중력의 방향이 하나씩 생기도록 만들었다. 360도 복도는 스탠리 큐브릭의 2001년 스페이스 오디세이(1968)에서 영향을 받았다. 놀런은 "그 발상, 기술, 철학과 그리고 그것들을 액션 시나리오에 적용하는 발상력에 관심을 가지고 있었다." 고 말했다. 영화 제작자는 일반적으로 복도를 40피트(12m) 길이로 만들 계획이었지만 액션의 연속된 장면에서 더 정교해져, 홀의 길이는 100피트(30m)로 늘어났다. 복도는 같은 거리로 밖에 나와있는 커다란 8개 동심원 링에 매달려 커다란 전기 모터 2개로 돌아갔다. 아서를 연기한 조셉 고든 레빗은 돌아가는 복도에서 싸우는 법을 배우는 주마다 "커다란 쳇바퀴" 안에서 도는 것 같다고 말했다. 놀런은 장치에 대해 "엄청난 고문기구 같다; 우리는 일주일 내내 조셉을 허우적거리게 했지만 마지막에 장면을 봤을 때, 우리가 전에 본 어떤 것도 되지 못했다.(그만큼 대단했다) 복도의 리듬은 특이했고, 우리가 그걸 볼 때, 당신이 그 원리를 안다고 해도 인식을 혼란스럽게 만들었다. 불안하게 하는 훌륭한 방법이다." 조셉은 "그 육 주는 마치, 밤에 두들겨 맞고 집에 오는 것 같았다... 벽에 있는 조명기구들이 바닥으로 다가오고, 당신은 그것들을 가로지를 올바른 타이밍을 골라야 하고, 만약에 그렇게 못하면, 떨어지게 된다." 고 회상했다. 2009년 7월 15일, 런던 대학교 UCL에서 촬영을 했는데, 스토리 상 파리 안의 건축대학에 일어나는 사건들을 찍어야 했기 때문이다.
촬영진은 코브가 건축대학(입구로 사용된 장소는 갈리에르 박물관)에 들어가는 장면을 찍기 위해 프랑스로 옮겼고 아리아드네와 코브 사이의 중심이 되는 장면, 작은 식당(프랭크 거리와 부쉬 거리 코너에 허구적으로 세운 세트) 안과 비라켕 다리(Bir-Hakeim bridge)를 찍었다. 식당 폭발 장면은 지역 관계자의 거부로 진짜 폭약을 사용할 수 없었다. 폭발효과를 만드는데 고압 질소가 사용되었다. 피스터(Pfister)는 확실히 촬영을 해도 좋을 때까지 고속 카메라 6대를 사용하여 각각 다른 앵글을 찍었다. 시각효과팀은 구성을 강화하여, 파괴력과 날아디는 잔해를 더했다. 아리아드네가 다리를 만들 때는, 초록 화면과 CGI가 그 자리에 있었다.
탕헤르, 모로코, 뭄바사 두 번, 코브가 임스와 유서프를 고용한 장소다. 추격전 장면은 역사적인 메디나 지구(medina quarter)의 길거리와 골목에서 촬영했다. 이 장면을 찍을 때, 피스터는 핸드 헬드 카메라(hand-held camera, 소형·경량·저소비 전력의 특성을 가진 기동성을 발휘할 수 있는 텔레비전 카메라. 예능방송에서 주로 씀)와 스테디캠(steadicam, 영화나 방송 등에서 역동적이고 흔들림없는 영상을 표현하기 위해 사용되는 촬영장비)를 섞어 작업했다. 탕헤르 또한 사이토의 마음을 처음 공격했을 때의 폭동 장면을 찍었다.
촬영진은 워너 브라더스의 사운드스테이지(sound stage, 영화 등의 사운드 필름을 제작하는 방음 스튜디오)에 사이토의 일본 궁전 내부(외관은 말리부 해변에 조그맣게 지어졌다)를 포함한 몇몇 세트가 지어져 있는 로스앤젤레스 구역으로 움직였다. 식당은 1603년 건축된 니조성에서 영향을 받았다. 그 세트들은 일본에 서구의 영향이 섞인 건축물에서 기반했다. 촬영진은 또한 화물기차가 길 중간에 나타나는 차 추격 장면을 다운타운 로스앤젤레스(downtown Los Angeles)의 길에서 연출했다. 이것을 하기 위해, 영화 제작자는 견인 트레일러의 차대를 기차 엔진으로 구성했다. 복제품은 진짜 열차의 부분에서 가져온 섬유유리(fiberglass) 주형으로 만들어진 후 색깔과 디자인을 맞췄다. 또한, 차 추격전은 폭우 한가운데에서 찍어야 했지만 LA 날씨는 일반적으로 맑음을 유지했다. 영화제작자는 할 수 없이 촬영진이 흐리고 질척한 인상을 받도록 정교한 효과를 만들었다(예시, 옥상의 물대포). LA는 또한 포드 밴(Ford Econoline)을 슐러하임 다리(Schuyler Heim bridge)에서 슬로우 모션으로 밀어내는 클라이막스 장면을 찍은 장소다. 딜립 라오에 따르면, 이 장면은 카메라 밖에서 밴을 몇 달에 걸쳐 찍었다. 밴이 물로 떨어질 때, 배우들은 무서워하지 말아야 했다. "그 장면을 연기할 거냐고 묻는 건 좀 안 좋은 질문이었다." 킬리언 머피는 설명했다. 배우들은 산소 탱크로 숨쉬면서 물 밑에 4, 5분간 있어야 했다. 이 씬에선 배우들이 번갈아 짝 호흡을 했다. 코브의 집은 패서디나에 있다. 호텔 복도는 컬버시티(Culver City)에 있는 CAA 건물에서 찍었다. 림보는 LA와 모로코를 번갈아 가며 만들었고 해변 씬은 CG로 건물을 만들고 팔로스 버디스 해변(Palos Verdes beach)에서 찍었다. LA의 N 호프 다운타운(N Hope St.)이 림보의 주요 촬영장소가 되었으며, 초록색 스크린과 CG과 꿈 풍경을 만들었다.
촬영의 마지막 단계는 2009년 11월 말 앨버타주에서 찍었다. 장소담당 매니저(location manager)는 산 위의 임시적으로 닫힌 스키 리조트를 발견했다. 정교한 세트는 근처 캐나다의 의자식 스키 리프트로 모여, 세 달간 지었다. 제작진은 결국 도착할 거대한 눈보라가 올 때까지 기다려야 했다. 스키 추격전은 놀런이 좋아하는 제임스 본드 영화 007 제 6탄-여왕 폐하 대작전(1969)에서 영감을 받았다. 놀런은 "007 영화를 모방하려고 노력하면서 내가 좋았던 건 그 영화엔 액션, 스케일, 로맨스, 비극, 그리고 감정이 엄청난 조화를 이루고 있다는 것"이라 밝혔다.

### 촬영기법
영화는 중요한 장면은 65밀리로, 공중씬은 비스타 비전(VistaVision)으로, 대부분 장면은 35밀리 영화로 찍고 포맷(anamorphic format)을 사용했다. 놀런은 어떤 장면도 그가 다크나이트에 썼던 IMAX카메라로 찍지 않았다. "영화가 가능성있는 공상장면을 다루고 있기 때문에 우리가 IMAX 사이즈의 카메라로 찍을 수 있을 거라는 생각이 들지 않았다. 자연스러운 꿈에서 더 나아가, 가능한 한 현실감 있게 만들고 싶었다. 내가 포맷을 매우 좋아하지만 IMAX 수준의 카메라에 얽매일 필요는 없었다." 놀런은 말했다. 놀런은 또한 프라임렌즈(prime lenses)를 쓰는 것을 선호했기 때문에 영화의 어떤 장면도 3D로 찍지 않기로 결정했다. 놀런은 3D 영화의 흐릿한 영상을 비판했으며 그런 영화는 현실적인 거리감각을 허용하지 않는다고 반박했다. "3D 대 2D라고 부르는 건 부적절한 명칭 같다. 영화의 모든 장면은 삼차원으로 이루어져 있다... 깊이를 알리는 정보 95%는 교합, 해상도, 색깔, 기타등등에서 나오므로 2D 영화라고 부르는 것은 오해의 소지가 있다."] 놀런은 후반 제작 때 인셉션을 3D로 전환하는 테스트를 했지만 그가 만족할 만큼 전환을 완료할 시간이 부족했다. 2011년 2월 조너선 리브스먼(Jonathan Liebesman)은 워너 브라더스가 블루레이 영상을 위해 3D 변환을 시도했다고 밝혔다.
월리 피스터(Wally Pfister)는 각 장면과 꿈단계에서 독특한 장면을 제공했다. 산악숲의 춥고 깨끗한 모습이 나타나게 했고, 호텔 복도는 따듯한 빛깔이 나오도록 했으며 벤 안의 장면은 중성적인 색이 나오도록 했다.
놀런은 영화에 대해 "현실의 단계와 내가 관심을 갖고 있는 현실의 자각을 다뤘다. 현시대의 공간에 기초한 액션 영화지만, 약간의 공상과학적인 면도 있다" 고 말하며 영화를 묘사할 때도 "어느 정도 범죄 영화 구조로 된 상당히 큰 앙상블 영화다. 지구를 가로지르는 모험인 것이다." 라고 표현했다.

### 시각효과
인셉션에서 꿈속의 장면들을 위해, 놀런은 약간의 CG를 사용하고 가능한 곳에선 물리적 효과를 선호했다. 놀런은 "카메라 안에서 가능한 한 많이 (물리적 효과를) 이용하는 것은 나에게 항상 정말 중요하다. 그런 다음, 필요하다면, 컴퓨터 그래픽은 무언가를 짓거나 당신이 물리적으로 달성하려는 것의 가치를 높이는데 유용하게 쓰면 된다." 고 말했다. 시각적 효과를 위해, 시각효과 담당자 폴 프랭클린은 산악숲 세트의 미니어처를 만들고 그것을 영화에서 폭파시켰다. 무중력의 격투씬을 찍을 때는 "물리처럼 미묘하게 시간과 공간을 구부리고" CG를 바탕으로 이용했다.
가장 도전적인 효과는 "림보"의 도시를 만드는 일이었다. 제작동안 계속해서 생각이 발전했기 때문이다. 프랭클린은 놀런이 "뭔가 싸늘하고, 깨끗한 현대 건축물이 있지만 바닷속에서 상당수가 빙산처럼 부서지는" 이상적인 생각을 말하는 동안 빌딩 컨셉을 잡았다. 프랭클린과 그의 팀은 "물이 사이사이로 파도치는 빙산 버전의 고담시처럼 만들자" 고 의견을 모았다. 그들은 빙하의 기초적인 모델을 만들고 구조를 갖추고 복잡해지기 전의 도시처럼 길, 교차로, 협곡 같은 성분들을 프로그램으로 첨가했다.

## 같이 보기
- 시뮬라크르
- 모의실험 가설
- 유아론
- 암시